# Müpa Budapest
Müpa Budapest (từ năm 2005 đến 2015 có tên gọi là Művészetek Palotája - Cung nghệ thuật trong tiếng Hungary) là một tòa nhà ở quận Ferencváros (quận IX), trung tâm thủ đô Budapest, Hungary. Kiến trúc của Müpa Budapest do Zoboky cùng Văn phòng kiến trúc Demeter and Partners đảm nhiệm thiết kế. Vị trí công trình nằm gần cầu Rákóczi và Nhà hát Quốc gia (mở cửa năm 2002). Tháng 3 năm 2005, tòa nhà chính thức khai trương.
Với lối kiến trúc độc đáo, cả Müpa Budapest và Nhà hát Quốc gia đều góp phần tạo nên sự hào nhoáng của Trung tâm Thành phố Thiên niên kỷ mới đang thành lập ở Budapest.
Müpa Budapest có diện tích mặt đất là 10.000 m² và tổng diện tích sàn của tòa nhà là 70.000 m². Ngay sau mở cửa một năm, tòa nhà vinh dự nhận giải Prix d'Excellence của FIABCI vào năm 2006.
Tổng giám đốc toà nhà là Csaba Kael.

## Biểu diễn nghệ thuật và các cơ sở khác
- Phòng hòa nhạc quốc gia Bartók cao 25 m, rộng 25 m và dài 52 m, tổng sức chứa lên tới 1.699 người. Russell Johnson là người thiết kế hệ thống âm học cho Phòng hòa nhạc và mạnh mẽ khẳng định với Wall Street Journal rằng "trong thời gian hai hoặc ba năm, các nhạc sĩ Hungary sẽ phải thốt lên rằng đây là phòng hòa nhạc tốt nhất trên thế giới"[6].Chiếc đàn Organ đầu tiên của phòng hòa nhạc chính thức ra mắt vào ngày 22 tháng 5 năm 2006,[7] với 92 phím bấm tạo âm thanh trên ống, 5 tài liệu hướng dẫn kèm 470 ống gỗ, 5028 ống thiếc và 1214 ống sậy. Phòng hòa nhạc quốc gia là một trong những nới sở hữu nhạc cụ lớn nhất ở châu Âu. Năm 2008, một trong những phiên bản đàn organ chơi kết hợp với chương trình Hauptwerk (một chương trình nhạc cụ chơi theo file MIDI) tạo nên bước đệm trong việc cải tiến nhạc cụ và âm thanh sau này.[8]
- Bảo tàng Ludwig Đây là bảo tàng nghệ thuật đương đại với các bức tranh đặc sắc của của các họa sĩ vĩ đại nhất thế kỉ 20 như Picasso ("Lính ngự lâm với thanh bảo kiếm"), David Hockney, Tom Wesselman, Richard Estes cùng với các bức tranh của các họa sĩ hiện đại bậc thầy tại Hungary như Imre Bukta, Laszlo Feher và Imre Bak. Ngoài ra còn có các sản phẩm nghệ thuật của Claes Oldenburg, Yoko Ono và Markus Lupertz.
- Nhà hát Festival nhà hát ở phía Đông của tòa nhà Cung Nghệ thuật, có 452 chỗ ngồi cùng với công nghệ tiên tiến hiện đại nhất thời kì này.

## Một số hình ảnh

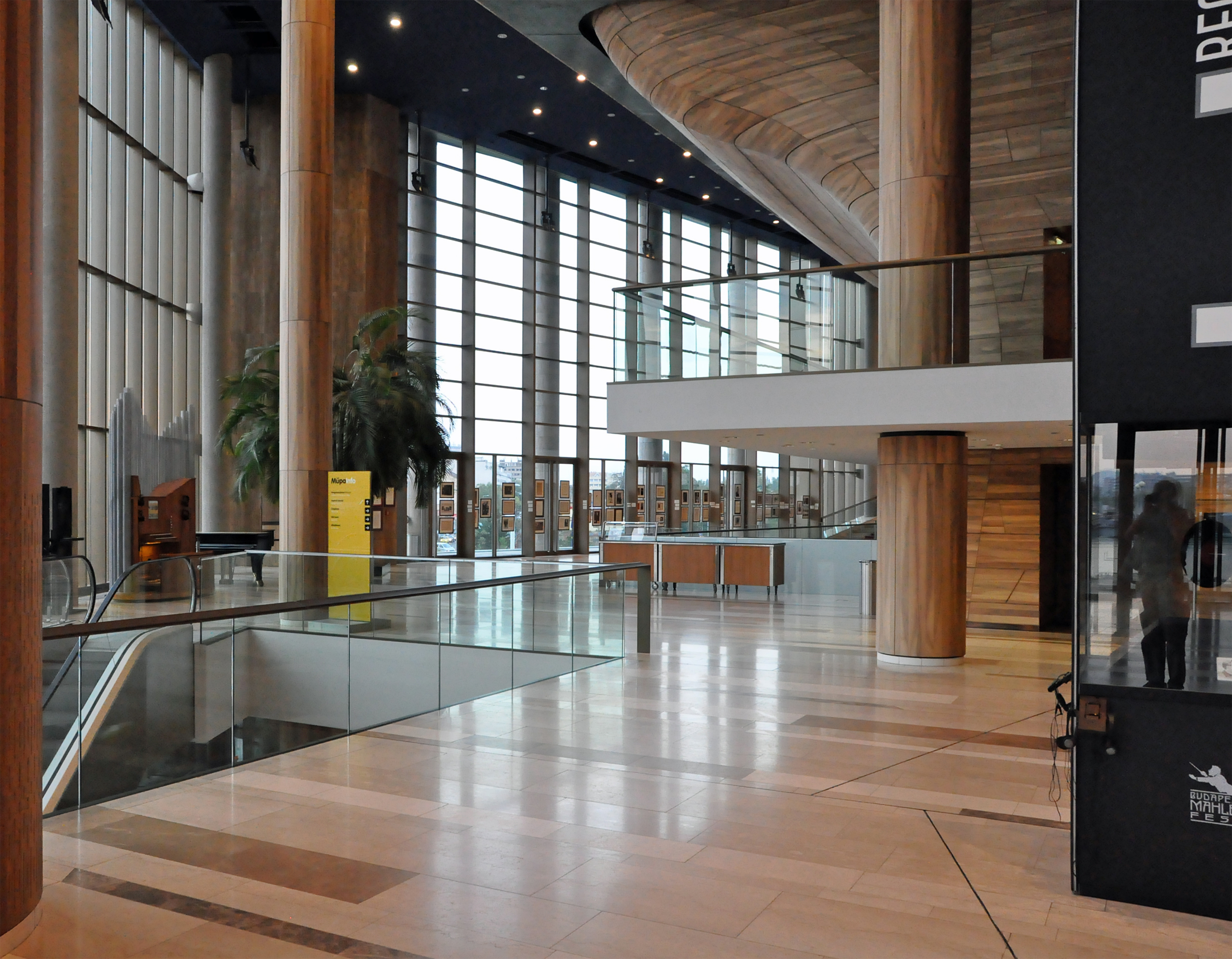
Nội thất của Müpa Budapest
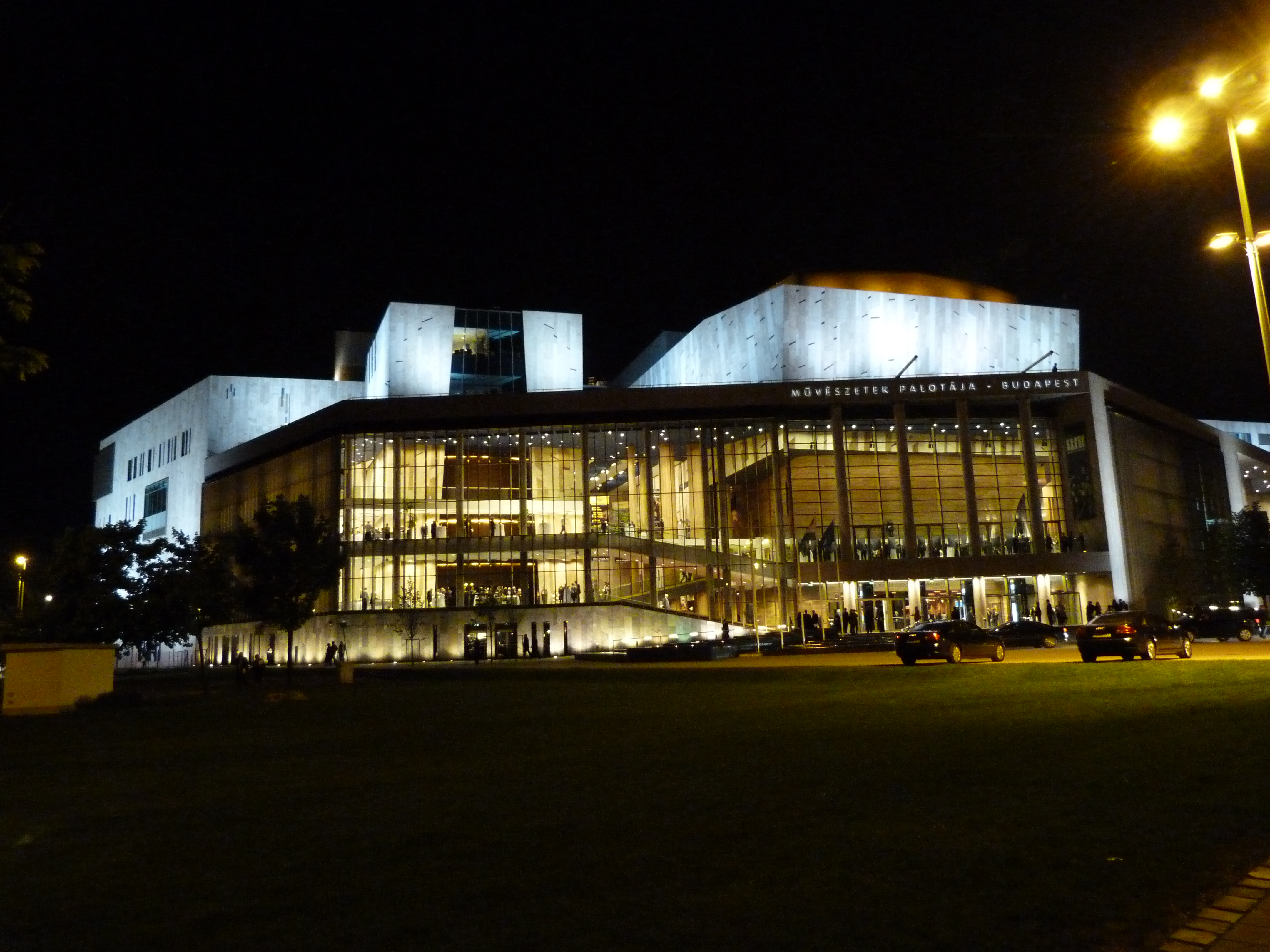
Müpa Budapest vào ban đêm
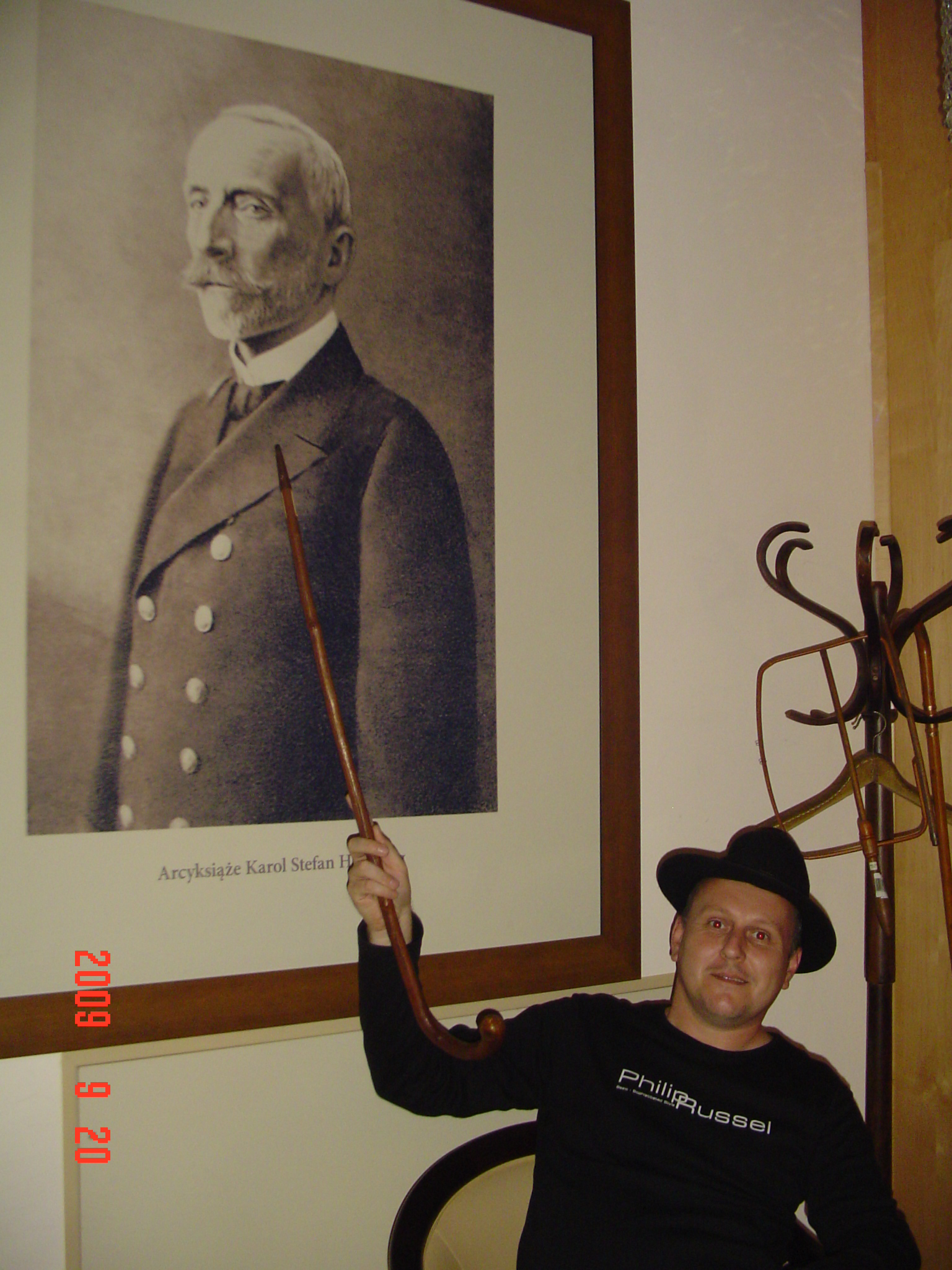
Nội thất Müpa Budapest
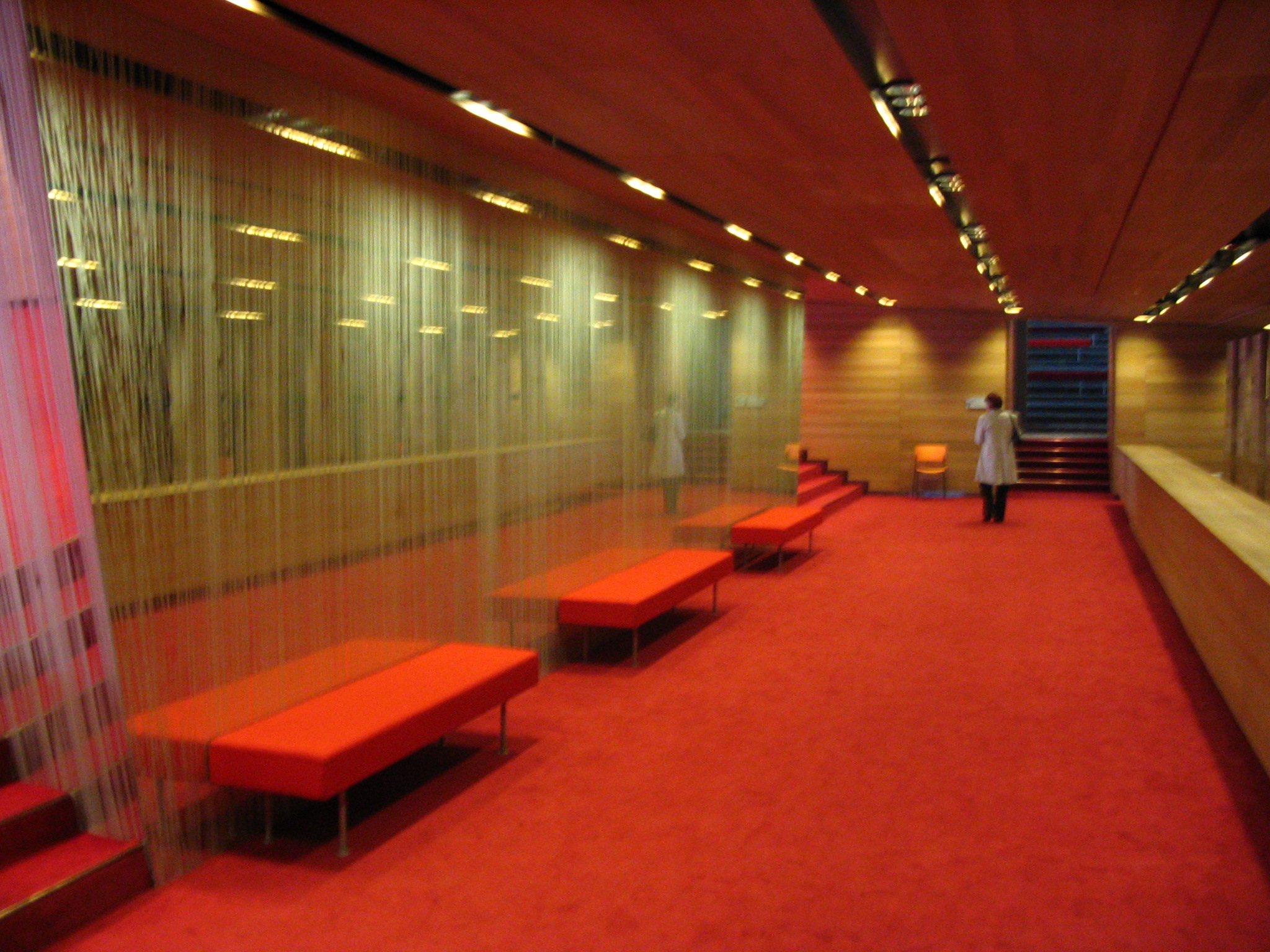
Nội thất Müpa Budapest
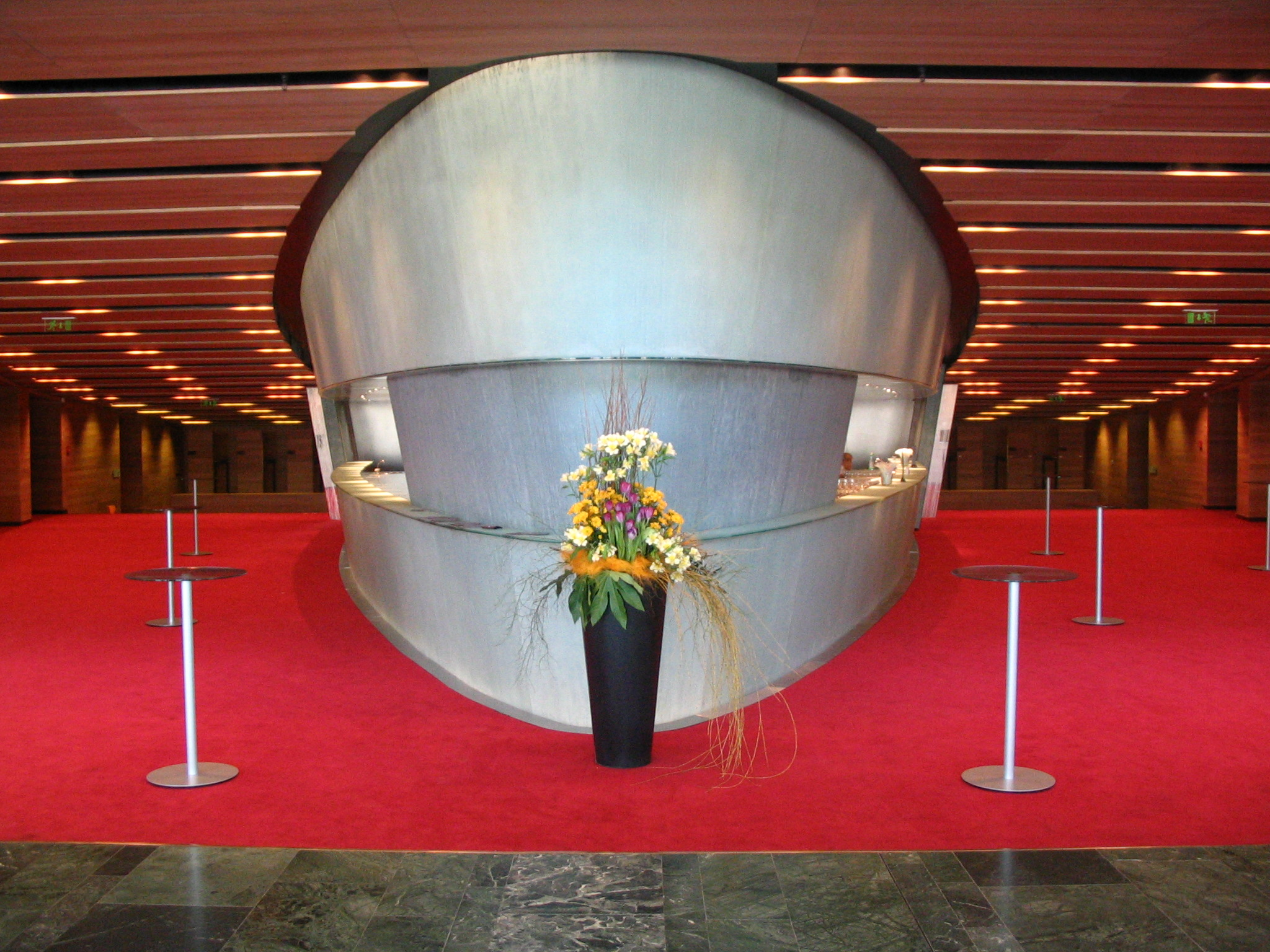
Nội thất Müpa Budapest